# Neuropathie cornéenne
 (janvier 2022).
La mise en forme du texte ne suit pas les recommandations de Wikipédia : il faut le « wikifier ».
Les points d'amélioration suivants sont les cas les plus fréquents :
- Les titres sont pré-formatés par le logiciel. Ils ne sont ni en capitales, ni en gras.
- Le texte ne doit pas être écrit en capitales (les noms de famille non plus), ni en gras, ni en italique, ni en « petit »…
- Le gras n'est utilisé que pour surligner le titre de l'article dans l'introduction, une seule fois.
- L'italique est rarement utilisé : mots en langue étrangère, titres d'œuvres, noms de bateaux, etc.
- Les citations ne sont pas en italique mais en corps de texte normal. Elles sont entourées par des guillemets français : « et ».
- Les listes à puces sont à éviter, des paragraphes rédigés étant largement préférés. Les tableaux sont à réserver à la présentation de données structurées (résultats, etc.).
- Les appels de note de bas de page (petits chiffres en exposant, introduits par l'outil «  Source ») sont à placer entre la fin de phrase et le point final[comme ça].
- Les liens internes (vers d'autres articles de Wikipédia) sont à choisir avec parcimonie. Créez des liens vers des articles approfondissant le sujet. Les termes génériques sans rapport avec le sujet sont à éviter, ainsi que les répétitions de liens vers un même terme.
- Les liens externes sont à placer uniquement dans une section « Liens externes », à la fin de l'article. Ces liens sont à choisir avec parcimonie suivant les règles définies. Si un lien sert de source à l'article, son insertion dans le texte est à faire par les notes de bas de page.
- La présentation des références doit suivre les conventions bibliographiques. Il est recommandé d'utiliser les modèles {{Ouvrage}}, {{Chapitre}}, {{Article}}, {{Lien web}} et/ou {{Bibliographie}}. Le mode d'édition visuel peut mettre en forme automatiquement les références.
- Insérer une infobox (cadre d'informations à droite) n'est pas obligatoire pour parachever la mise en page.

Pour une aide détaillée, merci de consulter Aide:Wikification.
Si vous pensez que ces points ont été résolus, vous pouvez retirer ce bandeau et améliorer la mise en forme d'un autre article.

## Définition
Les douleurs neuropathiques sont des douleurs oculaires avec un examen subnormal (kératite absente ou minime), liées à des lésions nerveuses cornéennes (classiquement après Lasik, mais aussi dans la sécheresse oculaire, après PKE, herpès cornéen, maladie des petites fibres, fibromyalgie... 
Elles est causée par une lésion primaire ou un dysfonctionnement du système nerveux et survient au niveau de la cornée. Cependant, la douleur cornéenne neuropathique (NCP) est actuellement une maladie mal définie. Les patients atteints de NCP sont extrêmement difficiles à gérer et les recommandations cliniques fondées sur des preuves pour la gestion des patients atteints de NCP sont rares. 
La douleur neuropathique oculaire est fréquemment associée à des nerfs cornéens endommagés ou dysfonctionnels, mais la maladie peut également être causée par une sensibilisation périphérique ou centralisée. Jusqu’à ces dernières années, elle était mal comprise par la communauté médicale et fréquemment rejetée par les ophtalmologistes qui n'étaient pas formés pour identifier la douleur neuropathique comme une source de douleur oculaire inexpliquée au-delà des résultats objectifs notés lors de l'examen à la lampe à fente. 
Cette affection est fréquemment associée à la sécheresse oculaire, car les sensations de sécheresse et de brûlure dans l'œil sont un symptôme courant de la douleur oculaire neuropathique et de la sécheresse oculaire , mais la douleur neuropathique oculaire doit être considérée comme une maladie à part entière. Les patients souffrant de douleur neuropathique peuvent présenter peu ou pas de signes de sécheresse oculaire aqueuse et répondent souvent mal aux traitements conventionnels de la sécheresse oculaire. 
Contrairement à la sécheresse oculaire conventionnelle, il peut y avoir peu ou pas de signe de lésion de la surface oculaire (la condition est parfois appelée « douleur sans tache », cependant les patients peuvent également présenter des symptômes de sécheresse oculaire mais avec symptômes de douleur disproportionnés par rapport à la sécheresse oculaire.  

## Signes et symptômes
Les symptômes de la douleur neuropathique oculaire peuvent aller d'une douleur oculaire dévastatrice et incessante et d'une sensibilité sévère à la lumière ( photophobie ) dans le pire des cas, à une légère hyperalgésie ou dysesthésie telle qu'une sensation de sécheresse, de picotement ou de corps étranger dans les cas plus légers. 
Les symptômes de douleur neuropathique légère peuvent ressembler aux symptômes cliniques de la sécheresse oculaire aqueuse, ce qui peut empêcher un diagnostic correct. Les sensations et les niveaux de douleur peuvent varier en fonction de la ou des sources des signaux inadaptés (par exemple, régénération axonale anormale, sensibilisation périphérique, etc.). 
Un ou les deux yeux peuvent être touchés, avec des degrés de gravité variables.
La sensation de douleur a été décrite par les patients comme "les yeux brûlants", "une douleur terrible et incessante", une sensation "d'un couteau dans l'œil" ou de "coupures de papier". La douleur est généralement décrite comme étant localisée dans et autour de l’œil, Une caractéristique de la douleur neuropathique oculaire est des niveaux insuffisamment expliqués de douleur intense et constante par rapport à peu ou pas de signe de lésion de la surface oculaire. 
Les ophtalmologues ont signalé que leurs patients décrivaient des niveaux de douleur atroce et constamment élevés. Des cas de douleur sévère et réfractaire et de symptômes associés attribués à cette affection ont été décrits dans des publications médicales. La nature sévère et constante de la douleur, ainsi que la difficulté d'une gestion efficace de la douleur sont des caractéristiques des cas graves. 

## Traitements disponibles
Les différents traitements peuvent soit tenter d'agir sur les causes des symptômes soit sur la douleur.
Traitement de la surface oculaire
1. Bouchons méatiques, lentilles sclérales, lunette à chambres humides
2. Ipl, lipiflow, nulids
3.lotemax
4.Ciclosporine
5.Tocralimus
6.Serum autologue
7. Regener Eyes
Médication orale pour la douleur
1. Nortryptiline, amitryptiline, duloxétine
2. Lyrica, Neurotin
3. Opioids (palexia, morphine…)
4. Scrambler thérapie
5. Perfusion de ketamine
6. Blocs de la face 
Alternatives : Cardio et compléments alimentaires comme les omégas 3 et/ou l’Alpha lipoic

## Traitements en phase de recherches
Il y a deux molécules particulièrement prometteuses pour la neuropathie cornéenne, à savoir :
La première étant la « SAF 312 » du laboratoire novartis, actuelemment en phase 2. Cette molécule permettrait de traiter la sécheresse oculaire ainsi que la douleur oculaire.
https://www.recruiting-trials.novartis.com/clinicaltrials/study/nct04630158

La deuxième molécule Tivanisiran « SYL1001 » du laboratoire Sylentis, actuellement en phase 3. Elle à les mêmes indications que le SAF 312.
https://www.sylentis.com/index.php/en/pipeline/syl1001-en